# الأداء السياقي
الأداء السياقي يُعرف بأنه الأنشطة التي يقوم بها الموظفون للمساهمة في الوظائف الاجتماعية والنفسية للمؤسسة.
ظهر الأداء السياقي مؤخرا كمكون مهم في أداء العمل الفردي. هناك وجهة نظر تشير إلى أنه في سياق سوق العمل المتنافس بشكل متزايد الكفاءة في مهمة محددة ليست كافية وقد يتم اختيار الموظفين بناء على كفاءاتهم التي قد تسهم في وظائف أوسع في المؤسسة.
يمكن أن يتكون الأداء السياقي من أنشطة مثل التطوع للعمل الإضافي والالتزام الصارم بقواعد وإجراءات المنظمة والتركيز على العمل الجماعي ومختلف السلوكيات الاختيارية الأخرى. يُفترض أن هذه الأنشطة تعزز قابلية شبكات التواصل الاجتماعية داخل المنظمة وتعزز الرضا النفسي.

## نظرة عامة
تم تحديد هذا المفهوم لأول مرة في عالم البحث في علم النفس الصناعي والتنظيمي من قبل بورمان وموتوودلو. منذ ذلك الحين أصبح الأداء السياقي موضوع بحث متزايد الأهمية. نظرا لتركيز الجهود البحثية على الأداء السياقي قد استخدمت بعض المؤسسات هذا المفهوم عن طريق مكافأته ودمجه في تقييم الأداء. مع ظهور اقتصاد المعرفة قد تزداد توقعات الموظفين. يمكن أن يعتبر الأفراد الذين يظهرون جهودا طوعية وسلوك مبتكر مهمة بشكل متزايد للميزة التنافسية للمؤسسات. بينما تتشابه مبادئ الأداء السياقي إلى حد كبير مع سلوك المواطنة التنظيمية والسلوك الاجتماعي إلا أنه يُعتبر أن الأداء السياقي هو بناء في حد ذاته.
النقيض للأداء السياقي هو أداء المهمة. يُعرف أداء المهمة بأنه الأنشطة العملية التي تساهم في القدرة الفنية للمنظمة. يُفترض أن الأداء السياقي هو أكثر احتمالا أن يكون طوعيا في حين يُفترض أن أداء المهمة هو أكثر احتمالا أن يكون محددا في وصف الوظيفة. على الرغم من أن الأداء السياقي هو ذو طابع شخصي إلا أن البحث يشير إلى أن المديرين يشملون هذه السلوكيات بشكل متزايد عند إجراء تقييم الأداء. قد يكون ذلك مرتبطا بزيادة تقدير أصحاب العمل لهذه السلوكيات. على الرغم من اختلافهما من الناحية الفكرية إلا أن هذين النوعين من الأداء لديهما ارتباطات متوسطة إلى عالية مما يدل على أنهما يشتركان في بعض الخصائص نفسها حيث يكون الأفراد الذين يؤدون المهام بشكل جيد غالبا ما يكونون أيضا أداء سياقي جيد. تشير هذه النتائج إلى أن المفاهيم الاثنين متميزة ومترابطة وقد تعتبر ذات أهمية بسبب تأثيرهما على كيفية تقييم الأداء.

## تصنيف
أسفرت الأبحاث عن عدة تصنيفات للأداء السياقي وسلوك المواطنة التنظيمية. يصف بورمان وموتوودلو تصنيف الأداء السياقي على النحو التالي:
- الاستمرار بالحماس والجهد الإضافي حسب الحاجة لإكمال الأنشطة المهمة بنجاح.
- التطوع لأداء الأنشطة التي لا تشملها وظيفته الرسمية.
- المساعدة والتعاون مع الآخرين.
- اتباع قواعد وإجراءات المنظمة.
- تأييد ودعم أهداف المنظمة والدفاع عنها.
- تسهيل العلاقات بين الأفراد.
- التفاني في العمل.

لجمع معلومات حول الأداء السياقي للموظف يعتمد الباحثون على عناصر من التصنيف السابق. يتم قياس هذه العناصر من قبل المشرفين باستخدام مقياس ليكرت بنقاط من واحد إلى خمسة. إليك بعض العناصر النموذجية التي تصور مفهوم الأداء السياقي:
- الموظف يقوم طواعية بأكثر مما يتطلبه العمل لمساعدة الآخرين أو المساهمة في فعالية المنظمة.
- الموظف يتعامل بحماس مع مهمة عمل صعبة.
- الموظف يتطوع للقيام بواجب إضافي.[4]

## عوامل التوجه الشخصي
لتحديد الموظفين الذين سيشاركون في الأداء السياقي يحتاج أصحاب العمل إلى تحديد الصفات التي تنبأ بالأداء السياقي للموظفين المحتملين. يعتقد الباحثون أن هناك صفات وقدرات مختلفة تنبأ بالأداء المهمة والسياقي. تبين أن الذكاء هو متنبئ مهم بالأداء المهمة. تبين أيضا أن الذكاء أو القدرة العقلية العامة ينبأ بالمعرفة الإجرائية أو المعرفة بكيفية أداء المهمة وهو ما ينبأ بالأداء السياقي. وإلا هناك دعم محدود للعلاقة بين الذكاء والأداء السياقي. وبسبب ذلك استكشفت الأبحاث أيضا عوامل غير اعتقادية للأداء مثل الشخصية. تشير نتائج البحوث إلى أن سمة الحرص في الشخصية لها علاقة ضعيفة إلى متوسطة إيجابية مع الأداء السياقي. أما الانفتاح على التجارب والانزعاج فقد تم اكتشاف وجود علاقة ضعيفة في أفضل الحالات.
نظرا لأن الأداء السياقي في بعض الأحيان يتوجه إلى الموظفين الآخرين فمن المهم أن نلاحظ أن في إطار الفريق تنبأ صفات الشخصية مثل الحرص والانزعاج واللطف بالأداء السياقي. تم أيضا إجراء بحوث حول صفات الشخصية الأخرى بخلاف الخمسة الكبرى. تبين أن العلاقة بين الاعتمادية واتجاه العمل والتعاونية والأداء السياقي أكبر بشكل ملحوظ من علاقتها بالأداء المهمة أو الأداء المهمة.

## المتنبئات المتعلقة بالسياق والوظيفة
إلى جانب الصفات الشخصية والميول الشخصية تعتبر السمات والمواقف المتعلقة بالوظيفة والعدل التنظيمي ورضا الوظيفة ودعم القائد جميعها سابقات للأداء السياقي. تحديدا إذا كان الفرد يدرك أنه يتم معاملته بشكل عادل وإذا كان راضيا عن وظيفته وإذا شعر بأن مشرفه أو قائده يقدم الدعم من المتوقع أن يزداد أداؤه السياقي. تعتبر هذه السابقات مهمة لأنها تكون قابلة للتحكم من قبل المؤسسات. عن طريق تحسين بعض السمات المتعلقة بالوظيفة يمكن للمؤسسات زيادة كمية الأداء السياقي لدى الموظفين. يصف العدل الإجرائي العدالة المستخدمة في عملية التخصيص وتبين أنها مرتبطة بشكل إيجابي ببعدين من الأداء السياقي وهما تسهيل التفاعل الشخصي والتفاني في العمل. على الرغم من أن العلاقات ضعيفة إلى متوسطة فإن النتائج الاجمالية تشير إلى أنه عندما يكون الأفراد راضين عن وظائفهم ويشعرون بدعم مشرفهم أو قائدهم من المتوقع أن يزداد أداؤهم السياقي.
كما يشير الاكتشاف الذي يفيد بأن تفاعل السياسة في مكان العمل واللطف ينبأ بالتسهيل البيني يحتاج المنظمون إلى الاعتراف بأن الاختلافات الفردية والقيود الوضعية تؤثر على الأداء السياقي.

## النتائج
تبين أن الأداء السياقي مرتبط بأداء الوظيفة العام للموظف. يمكن تفسير جزء كبير من تقييمات المشرف بواسطة ليس فقط أداء المهمة ولكن أيضا الأداء السياقي. تبين أن نتائج تنظيمية أخرى مثل الدوران في الوظائف مرتبطة بالأداء السياقي. في الواقع تشير الأبحاث إلى أن الأداء السياقي هو متنبئ مهم للدوران في الوظائف فوق وبعد أداء المهام. يقل احتمال تغيير العاملين الذين يظهرون سلوكا أكثر أداء سياقيا من الذين يشاركون في سلوك أقل أداء سياقيا. على الرغم من أنه يُشيد أيضا بأن الالتزام التنظيمي ينبأ بالأداء السياقي إلا أنه تبين أنه نتيجة للأداء السياقي. يتنبأ جانب التسهيل البيني بشكل كبير بالالتزام التنظيمي. تدعم الأبحاث فعلا أن الأداء السياقي يرتبط بأداء المؤسسة بشكل عام كما يتم قياسه بواسطة المؤشرات الجودة والكمية والمالية وخدمة العملاء.

## المضمونات النظرية
تركز العديد من المفاهيم لأداء الموظفين فقط على أداء المهام وبالتالي قد يكون هناك نقص فيها لأنها تفتقر إلى مفهوم الأداء السياقي. الأداء متعدد الأبعاد ونظرا لأن الأدلة تشير إلى أن تقييمات المشرف تشمل الأداء السياقي يجب أن تتضمن المفاهيم الشمولية للأداء كل من الأداء المهمة والأداء السياقي. مضمون نظري آخر هو التداخل الطبيعي للأداء السياقي مع كل من السلوك التعاوني غير الرسمي والسلوك الاجتماعي. يقول بعض الباحثين إن السلوك التعاوني غير الرسمي يتداخل بشكل واضح مع الأداء السياقي ويجب إعادة تعريفه كنفس المفهوم. يجب أن يتناول العمل النظري والتجريبي المستقبلي هذه الاختلافات ويعدل الطريقة التي يتم بها تصورها وتشغيلها. هناك أيضا تمييز نظري بين السلوك داخل الدور وخارج الدور. يعتبر الأداء السياقي سلوكا خارج الدور ولا يتوقع أو يكافأ عليه من قبل المنظمة. ومع ذلك قد لا يكون هذا التصور دقيقا.

## المضامين العملية
إذا كان الأداء السياقي جزءا أساسيا من معايير أداء الموظفين فيجب أن يُنظر في الاعتبار الأداء السياقي في جميع جوانب عملية التوظيف وهذا يشمل الاختيار وتقييم الأداء والمكافآت. يجب أن تأخذ إجراءات الاختيار في الاعتبار عوامل تنبؤ الأداء المهمة والسياقية. لذا عند إجراء تقييمات الأداء قد ترغب المؤسسات في إظهار أنها تأخذ في الاعتبار جوانب الأداء السياقي والمهمة. أخيرا يجب أن تتناول المكافآت والحوافز الموظفين الذين يقومون بسلوكيات مساعدة تساهم في تحقيق أهداف المؤسسة بشكل عام والسلوكيات التي تساهم بشكل صرف في مشاريع الأفراد.